# Tornpanax-slægten
Slægten Tornpanax (Oplopanax) er udbredt med 3 arter i Nordamerika og Asien. Det er løvfældende buske med ganske få grene, som er tæt besat med børsteagtige torne. Her nævnes kun den ene, som dyrkes (omend sjældent) i Danmark.
| Arter |

- Tornpanax (Oplopanax horridus)